# Bruce Stillman
Bruce William Stillman est un biologiste australien, né le 16 octobre 1953 à Melbourne. Depuis 2003, il est président du Cold Spring Harbor Laboratory, un centre de recherche renommé situé à Cold Spring Harbor à Long Island.

## Biographie
Bruce Stillman obtient un bachelor of Science à l'université de Sydney en 1975 et un doctorat en 1979. à l'université nationale australienne de Canberra. Stillman rejoint le Cold Spring Harbor Laboratory de New York en tant que chercheur postdoctoral et est toujours resté dans cette institution, depuis 1985  comme professeur, ensuite et à partir de 1992 comme directeur du centre de recherche sur le cancer, enfin de 1994 à 2003 comme directeur du l'ensemble de l'institution où il succède à James Dewey Watson ; il en est le président depuis 2003. Il est également professeur de microbiologie et de génétique moléculaire à l'université d'État de New York à Stony Brook  depuis 1992.

## Travaux
Bruce Stillman est considéré comme l'un des pionniers dans l'étude de réplication de l'ADN et de héritage chromosomique. Stillman et ses collègues ont identifié de nombreuses protéines intervenant dans la réplication de l'ADN, et notamment les nucléosomes. Ils ont recréé in vitro l'intégralité de l'appareil de réplication du virus simien 40. Les travaux de Stillman ont contribué de manière significative à la compréhension de la réplication de l'ADN dans les cellules eucaryotes.

## Responsabilités en recherche
Stillman est l'un des rédacteurs de la revue Cell et est membre du conseil d'administration du Massachusetts Institute of Technology (MIT). Il siège également aux conseils consultatifs scientifiques de nombreuses institutions, sociétés professionnelles (dont le Conseil national de recherches et l'National Cancer Institute) et revues professionnelles.

## Prix (sélection)
Prix
- 1999 : Ordre d'Australie
- 2004 : Prix Alfred P. Sloan, Jr. avec Thomas J. Kelly
- 2010 : Prix Louisa Gross Horwitz 2010 avec Thomas J. Kelly
- 2019 : Prix Gairdner 2019[1]
- 2020 : Prix HP Heineken de biochimie et de biophysique

Sociétés professionnelles
- American Association for the Advancement of Science (membre élu)
- American Association for Cancer Research, Inc. (membre)
- American Society for Biochemistry and Molecular Biology (membre)
- American Society for Cell Biology (membre)
- American Society for Microbiology (membre élu)
- National Academy of Sciences (Washington, D.C.) (membre étranger élu)
- The Royal Society (London) (membre élu)
- European Molecular Biology Organization (membre étranger élu)
- American Academy of Arts and Sciences (membre élu)